# Quan hệ Pháp – Na Uy
Quan hệ Pháp – Na Uy (tiếng Anh: France–Norway relations hoặc Franco–Norwegian relations) hay quan hệ Pháp – Na, là quan hệ đối ngoại giữa Pháp và Na Uy.
Cả hai nước đều thiết lập quan hệ ngoại giao vào năm 1905, sau khi Na Uy giành được độc lập. Cả hai nước đều là thành viên chính thức của NATO và Ủy hội châu Âu. Có khoảng 2.000 người Na Uy sống ở Pháp và khoảng 3.571 người Pháp sống ở Na Uy.
Cả hai quốc gia đều có yêu sách về Lãnh thổ ở Nam Cực và công nhận yêu sách của nhau, cũng như yêu sách của Vương quốc Anh, New Zealand và Úc.
Ngoài ra còn có một phòng thương mại Pháp – Na Uy.

## Giáo dục
Có hai trường quốc tế Pháp ở Na Uy:
- Lycée Français René Cassin d'Oslo
- Lycée Français de Stavanger

## Các phái đoàn ngoại giao thường trú
- Pháp có một Đại sứ quán ở Oslo.[3]
- Na Uy có một Đại sứ quán ở Paris.[4]

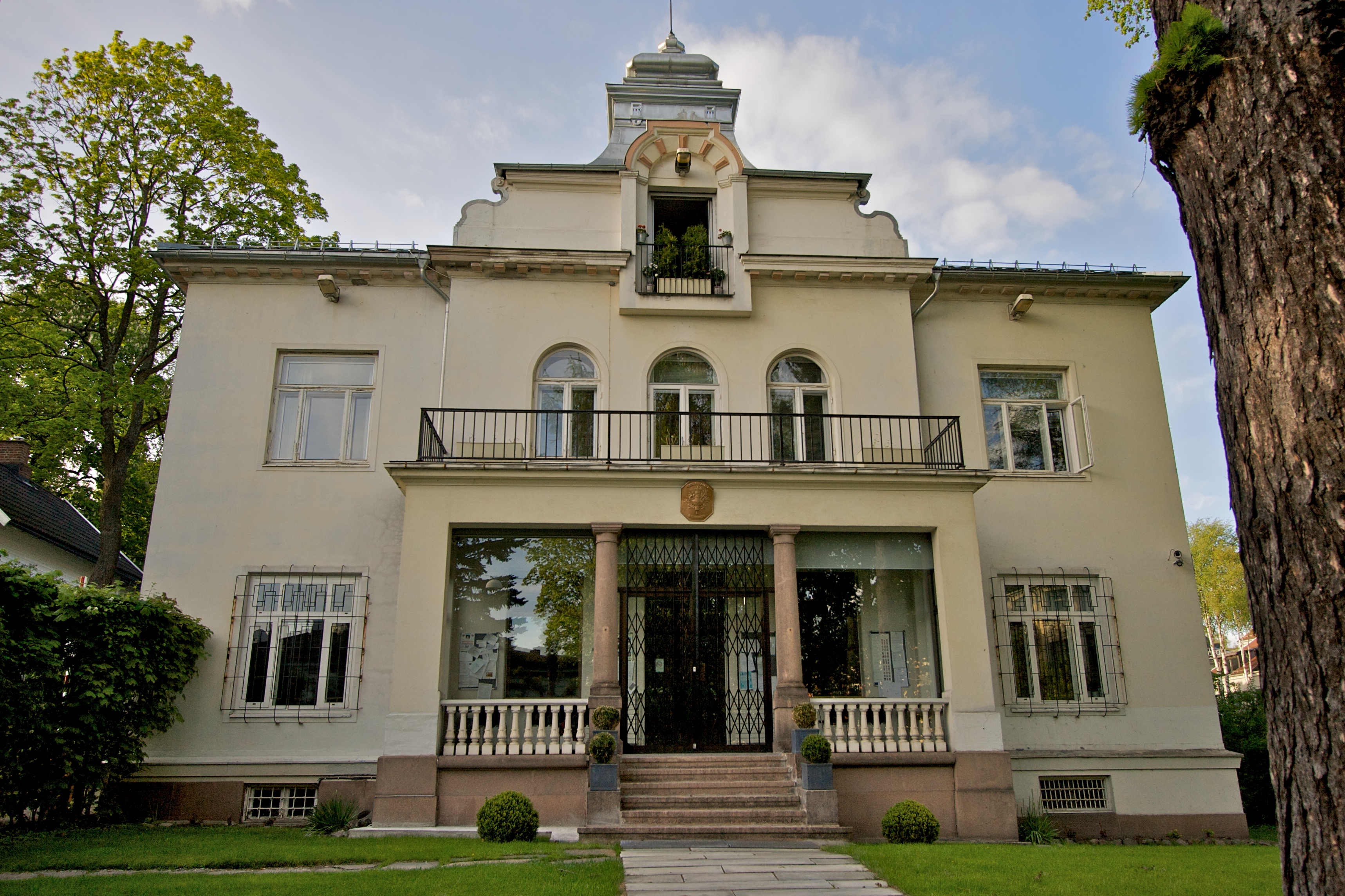
Đại sứ quán Pháp tại Oslo
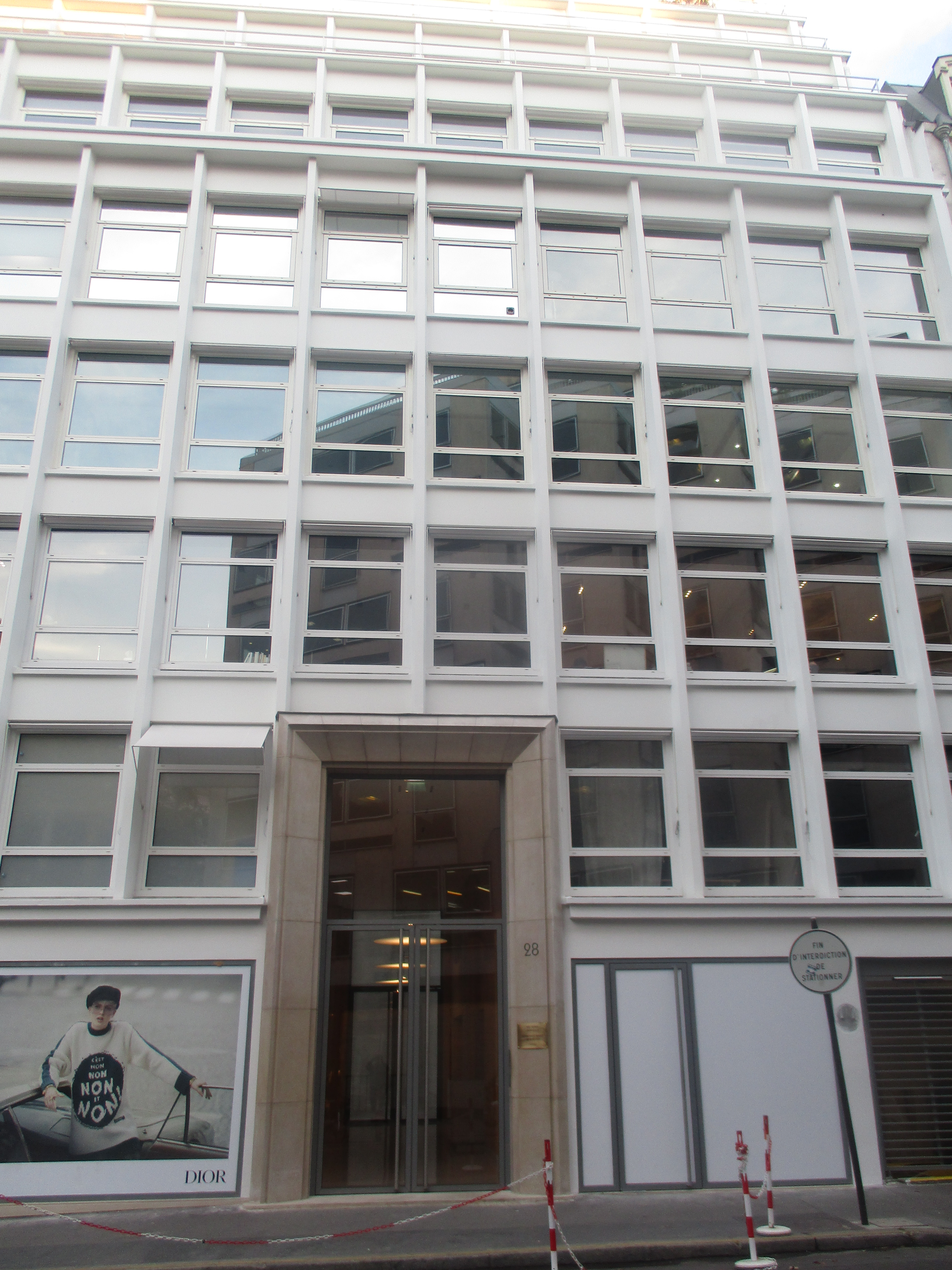
Tòa nhà nơi đặt Đại sứ quán Na Uy tại Paris
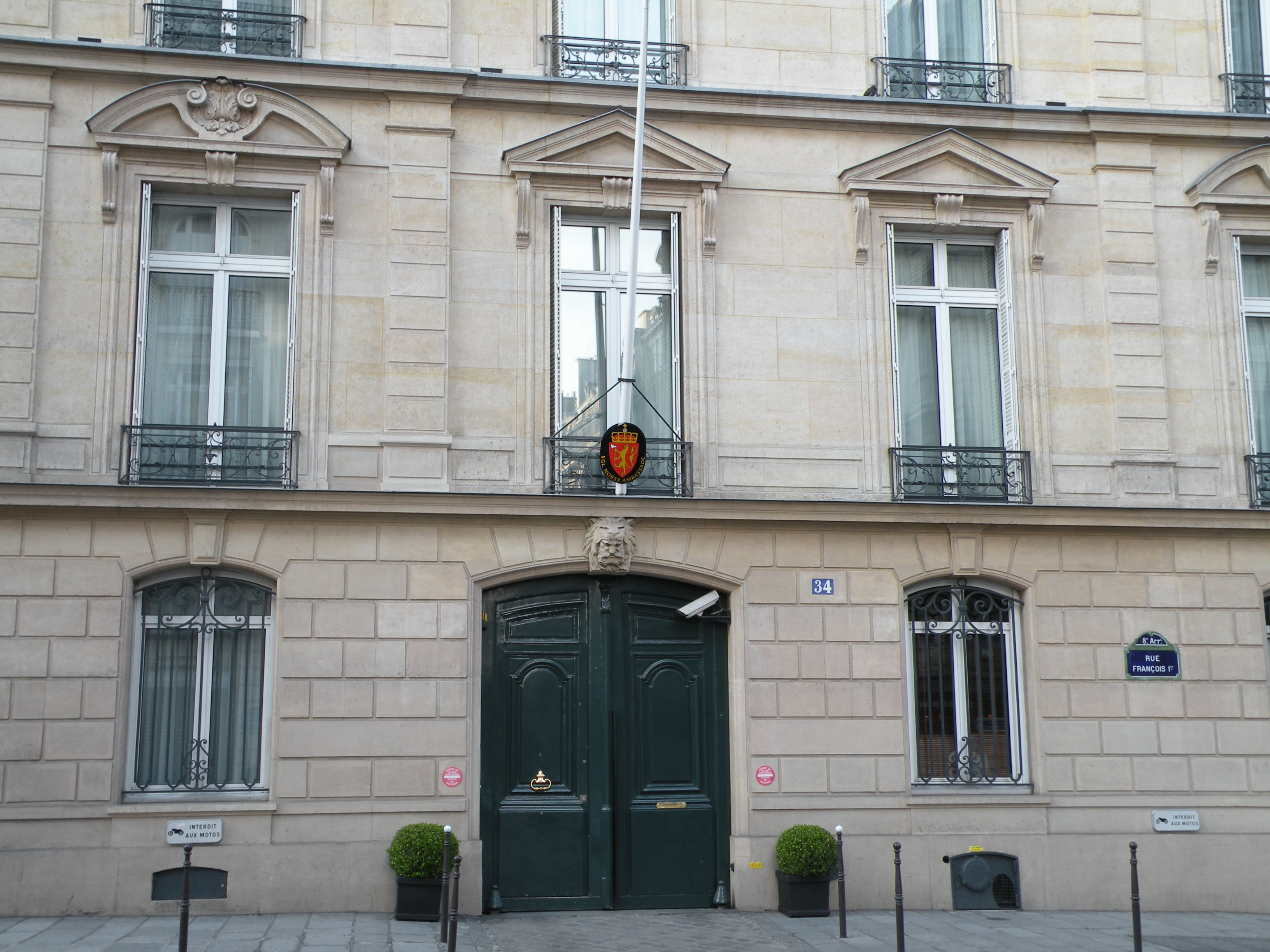
Trụ sở của Đại sứ quán Na Uy tại Paris